# Timothy Adams
Timothy Adams (Belleville, Nova Jérsey, 4 de agosto de 1967) é um ator estadunidense.
Adams conseguiu seu primeiro papel creditado no filme Die Hard With a Vengeance. Adams teve a primeira grande estreia no filme de sucesso do verão de 2003, Bad Boys II, onde trabalhou ao lado de Will Smith e Martin Lawrence.
Fez uma participação na terceira temporada de Rescue Me, fazendo o oposto de Mike Lombardi. Em abril de 2008, apareceu como um repórter de fofocas em 30 Rock.
Timothy Adams é creditado como a voz de Brucie Kibbutz no jogo Grand Theft Auto IV.